# Крестовоздвиженская церковь (Москва)
Крестовоздвиженская церковь или Церковь Святого Креста (арм. Մոսկվայի Սուրբ Խաչ եկեղեցի) — армянская апостольская церковь в Москве, снесённая советскими властями в 1930-х годах. Располагалась в Армянском переулке.

## История
Армяне селились в этих местах ещё в XVI—XVIII вв. В 1781 г. армяне получили разрешение на строительство здесь своей церкви. В середине XVIII в. участок в переулке (бывшее владения Калушкиных на Артамоновом переулке) приобрел Лазарь Назарович Лазарев. В 1781—1782 гг. на средства его сына Ивана Лазаревича во дворе нынешнего дома № 3 по Армянскому переулку (на месте дома 3/5 строение 9) была выстроена большая армянская Крестовоздвиженская церковь, или Сурб Хач, «Святой Крест» (снесена в 1930-х гг.). Рядом были построены дома причта этой церкви (строения 3/5 и 5 по Армянскому переулку). Архитектором, спроектировавшим церковь, был Юрий Фельтен.
В 1820-х годах церковь была перестроена крепостным архитектором И. М. Простаковым. В это же время известный мастер Иван Витали выполнил скульптурные работы в церкви. В 1858 году Крестовоздвиженская церковь снова была перестроена архитектором Дмитрием Андреевичем Корицким. 16 декабря 1902 года на паперти церкви был убит известный московский банкир Исаак Джамгаров.
В октябре 1914 года в церкви прошла литургия по случаю начала войны с Турцией, и молебен о даровании победы русскому воинству. По окончании богослужения состоялось собрание «Московского армянского общества», которое было посвящено вопросу участия армян в войне. Было решено организовать армянский санитарный отряд и его отправить на кавказский театр военных действий. Кроме этого было решено немедленно преступить к формированию отрядов армянских добровольцев. В добавок было постановлено открыть прием пожертвований на помощь жертвам войны.
24 (11) мая 1915 года прошло торжественное богослужение по случаю занятия русскими войсками города Вана в турецкой Армении. Перед богослужением, около часа дня, настоятель церкви о. А.З.Симеоньянц обратился к собравшимся со словом, в котором охарактеризовал событие дня, как момент освобождения армян в Малой Азии доблестными русскими войсками от тяготевшего над ним турецкого ига, и призвал собравшихся к молитве за Царя и доблестное русское воинство.
А в 1930 году советское правительство снесло церковь, а на её месте построили школу.